# Хав'єр Чіка
Франсіско Хав'єр «Хаві» Чіко Торрес (ісп. Francisco Javier "Javi" Chica Torres; нар. 17 травня 1985, Барселона, Іспанія) — іспанський футболіст, захисник португальського клубу «Ешторіл-Прая».

## Клубна кар'єра
Цей футболіст починав свою кар'єру в молодіжній команді клубу «Еспаньйол». Дебют Чіка в основній команді відбувся 15 жовтня 2006 року в грі проти «Вільярреала». За перший рік він зіграв 27 матчів у Ла-Лізі. Разом зі своїм клубом він пройшов весь шлях до фіналу Кубка УЄФА, в якому, проте, вони поступились «Севільї» (Чіка не грав у вирішальному матчі).
І хоч у наступних сезонах Чіка ніколи не був беззаперечним гравцем стартового складу, його регулярно використовували в «Еспаньйолі». В середньому за сезон він з'являвся в понад двадцяти матчах, зазвичай на позиції правого або лівого захисника.
Наприкінці травня 2011 року на правах вільного агента він підписав контракт з «Бетісом», який щойно повернувся до найвищого дивізіону. Офіційний дебют Хав'єра відбувся 27 серпня в переможному матчі проти «Гранади».

## Титули
Еспаньйол
Кубок УЄФА: фіналіст 2006—2007
Іспанія (до 19 років)
- Чемпіон Європи (U-19): 2004